# Børge Lund
Børge Lund (født 13. marts 1979 i Bodø) er en norsk håndboldspiller, der spiller for den tyske Bundesligaklub Rhein-Neckar Löwen. 

## Klubhold
- Bodø Håndballklubb (-2002
- AaB Håndbold (2002-2006)
- HSG Nordhorn (2006-2007)
- THW Kiel (2007-2010)
- Rhein-Neckar Löwen (2010-)

## Landshold
Lund har i en årrække været en fast del af det norske landshold, som han fik debut for i år 2000. Siden da har han spillet over 130 kampe og scoret mere end 250 mål i landsholdstrøjen. Han deltog blandt andet på hjemmebane i Norge ved EM i 2008, hvor han var med til at besejre Danmark i de to holds første kamp. 

## Eksterne links
- Wikimedia Commons har flere filer relateret til Børge Lund
- Børge Lunds spillerprofil Arkiveret 30. december 2010 hos  Wayback Machine på Rhein-Neckar Löwens officielle hjemmeside. (tysk)
- Landsholdsprofil på Norges Håndballforbund hjemmeside.